# Brachychroa labiosa
Brachychroa labiosa là một loài tò vò trong họ Ichneumonidae.